# Plaza de Armas de Moquegua
La Plaza de Armas es la principal plaza de la ciudad de Moquegua, Perú.
El espacio existe desde la fundación de la ciudad en 1540. La plaza está localizado en el centro de Moquegua y es el punto neurálgico de la actividad de la ciudad. En el centro de la plaza se encuentra la pileta de origen francés, atribuida a Gustave Eiffel. Está conformada por tres cuerpos, tasa y grupo escultórico central.  En la plataforma intermedia hace alegoría a las tres gracias. Fue instalada en el año 1877. En una de sus esquinas se encuentra la catedral.  

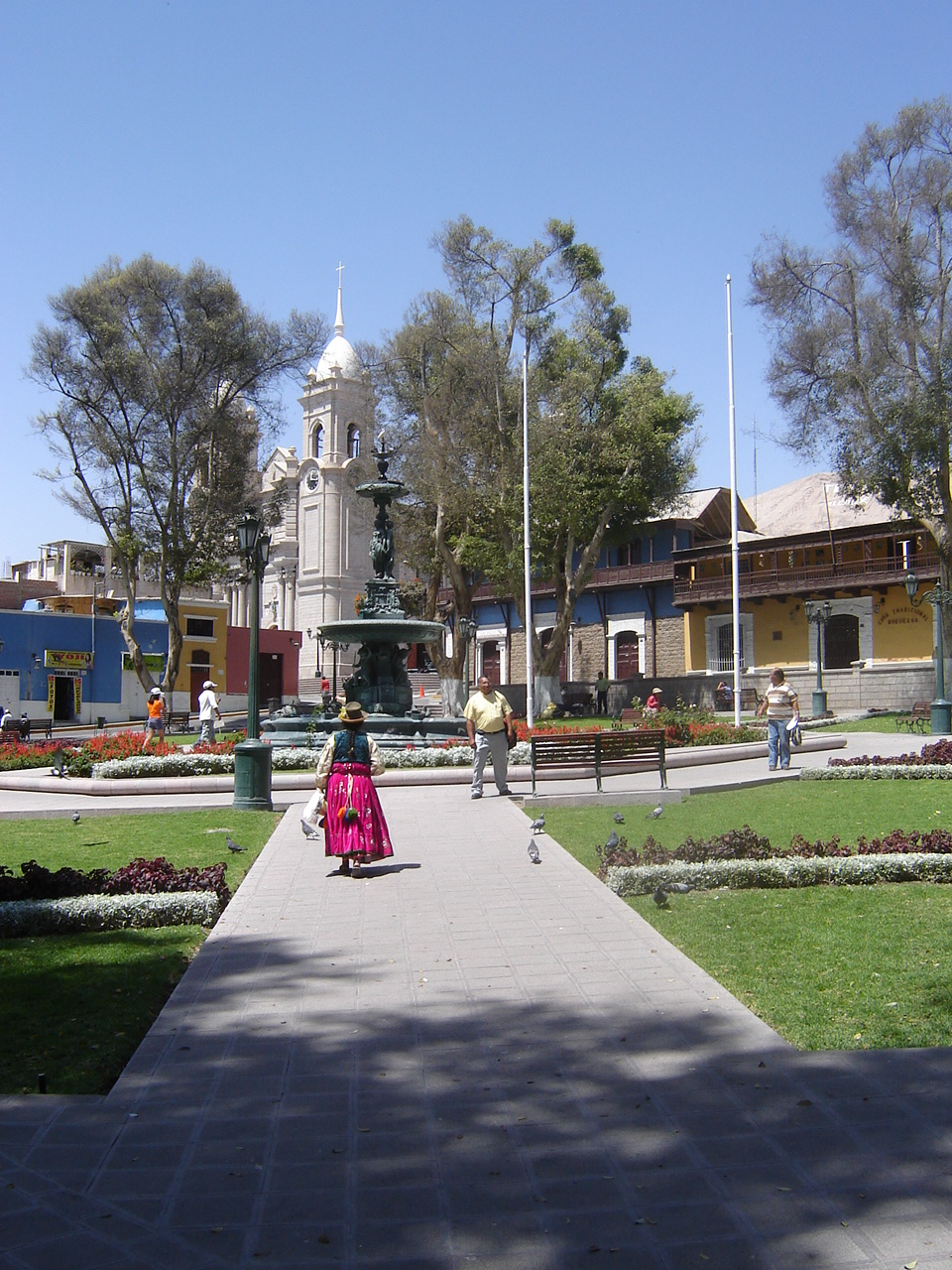
Plaza Mayor de Moquegua